# Tsuda Sen

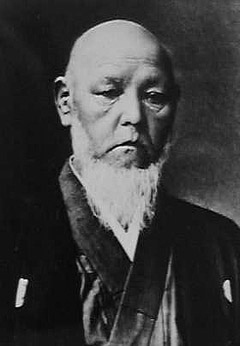
Tsuda Sen

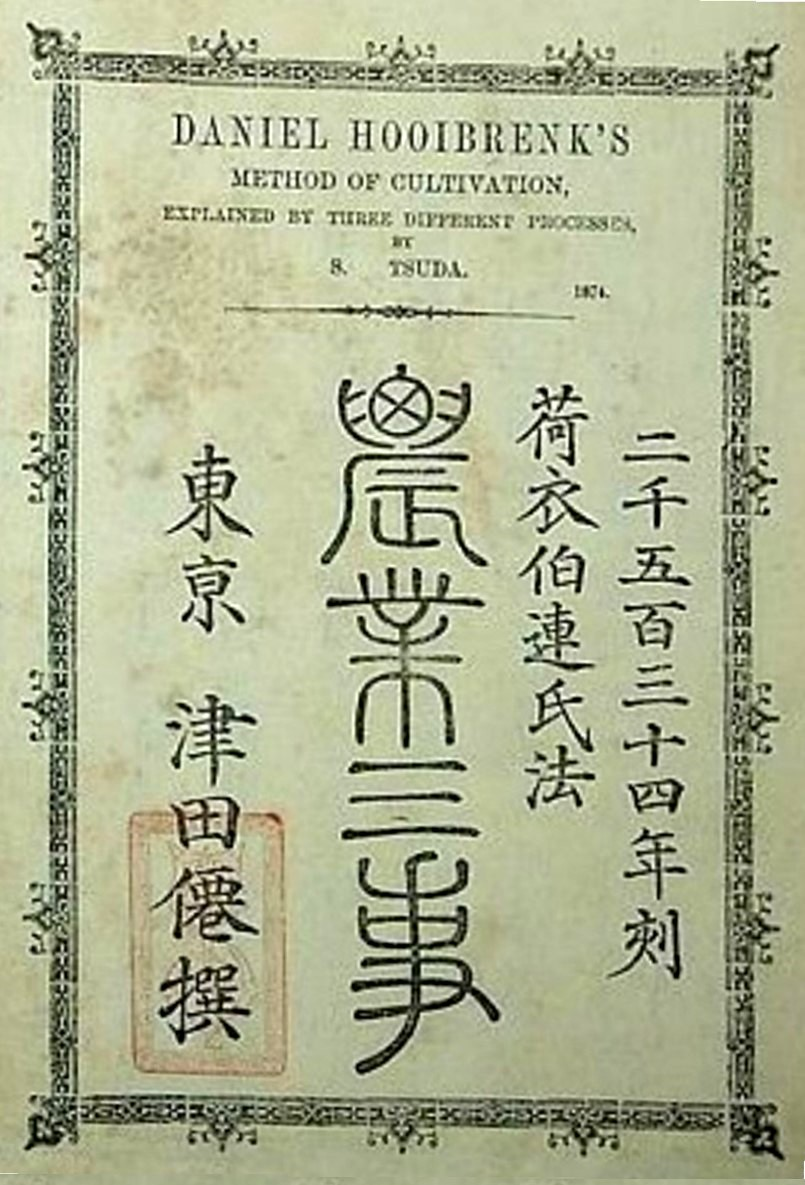
„Nōgyō sanji“

Tsuda Sen (japanisch 津田 仙; geboren 6. August 1837 in Sakura (Provinz Shimōsa); gestorben 24. April 1908 in Yokosuka) war ein japanischer Agrarwissenschaftler in der frühen Meiji-Zeit und Christ.

## Leben und Wirken
Tsuda Sen war der vierte Sohn von Kojima Zen’emon Yoshichika (小島 善右衛門良親), einem feudalen Gefolgsmann der Sakura-Domäne in der Provinz Shimōsa. 1851 wurde er von der Familie Sakurai (桜井家) adoptiert. 1857 ging er nach Edo, um Niederländisch und Anglistik zu studieren. 1861 wurde er von Tsuda Daitarō (津田 大太郎), einem Vasallen des Shogunats, adoptiert und als Dolmetscher des Kommissars für Auslandsangelegenheiten (外国奉行, Gaikoku bugyō) angestellt. 1867 reiste er mit Fukuzawa Yukichi und anderen als Begleiter von Ono Tomogoro (小野 友五郎; 1817–1898), einem Finanzinspektor, in die Vereinigten Staaten und kehrte nach Japan zurück, beeindruckt von den westlichen landwirtschaftlichen Anbaumethoden. 1869 arbeitete er im „Tsukiji Hotel“ (築地ホテル館) und wurde 1871 Teilzeitkommissar der „Hokkaidō Development Commission“ (北海道開拓使嘱託).
1873 nahm Tsuda an der Weltausstellung 1873 in Wien teil. Basierend auf der Theorie des niederländischen Agronomen Daniel Hooibrenk (1813–1895), der zu dieser Zeit gut bekannt war, schrieb er im folgenden Jahr „Nōgyō sanji“ (農業三事) – „Die drei Aufgaben der Landwirtschaft“, eine Befürwortung von Methoden zur Steigerung der Reis- und Gerstenproduktion durch Bestäuber usw. Das Werk wurde weithin publik gemacht, aber es gab seit dieser Zeit sowohl Befürworter als auch Bezweifler seiner Gültigkeit.
1875 gründete Tsuda „Gakunōsha“ (学農社) und 1876 die „Gakunōsha Agricultural School“ (学農社農学校). Ab demselben Jahr gab er die „Zeitschrift Landwirtschaft“ (農業雑誌, Nōgyō Zasshi) heraus. Etwa zu dieser Zeit konvertierte er zum Christentum und war an der Gründung einer Schulorganisation beteiligt, die zu einer Vorgängereinrichtung der christlich orientierten Aoyama-Gakuin-Universität wurde. Nach 1897 zog er sich aus allen Geschäften zurück, engagierte sich aber weiterhin sozial, u. a. in der Förderung des Alkohol- und Rauchverzichts.
Tsuda Umeko (1864–1929), die Gründerin der „Joshi Eigaku Juku“ (女子英学塾), der Vorgängerin des „Tsuda College“, war Tsudas zweite Tochter.